# Eugene H. Peterson
Eugene Holland Peterson (Washington, 6 novembre 1932 – Lakeside, 22 ottobre 2018) è stato un traduttore e teologo statunitense, ordinato ministro della Chiesa presbiteriana.
Il suo libro più noto è The Message: The Bible in Contemporary Language, premiato nel 2002 con l'Gold Medallion Book Award, una traduzione idiomatica della Bibbia nell'inglese americano moderno ce impiega l'approccio dell'equivalenza dinamica.

## Biografia
Cresciuto a Kalispell, nello Stato del Montana, dopo aver conseguito il Bachelor of Arts in filosofia alla Seattle Pacific University, completò il baccellierato in teologia sacra al seminario teologico non denominazionale di New York. e il Master of Arts in lingue semitiche presso la Johns Hopkins University. Inoltre, conseguì alcuni dottorati onorari.
Nel 1962, Peterson fu uno dei ministri fondatori della Christ Our King Presbyterian Church (PCUSA) a Bel Air, nel Maryland, dove prestò servizio per 29 anni, finché nel 1992 fu nominato professore di teologia spirituale al M. James Houston al Regent College di Vancouver, nella Columbia Britannica.
Il 12 luglio 2017 rilasciò un'intervista all'agenzia di stampa cristiana Religion News Service, nella quale smentì di aver espresso un parere favorevole ai matrimoni fra persone del medesimo sesso, che erano stati autorizzati dalla Chiesa presbiteriana statunitense. Dopo la pubblicazione di As Kingfishers Catch Fire, suo ultimo libro, si ritirò dalla vita pubblica.
L'8 ottobre 2018, le sue condizioni di salute peggiorarono improvvisamente e fu ricoverato in ospedale, a causa di un'infezione secondo quanto dichiarò il figlio. Peterson si spense il 22 ottobre, all'età di 85 anni, dopo una settimana di ricovero in ospedale per le complicazioni di un attacco cardiaco.
Ancora scosso dalla controversia sui matrimoni omosessuali di alcuni mesi prima, secondo il ricordo dei famigliari trascorse gli ultimi giorni nella serenità della sua fede cristiana.

## The message
Nella prefazione al suo libro più noto, The Message: The Bible in Contemporary Language, dichiarò di voler rendere il significato biblico originale maggiormente comprensibile ed accessibile per il lettore moderno. Era convinto di questa possibilità poiché i libri della Bibbia furono scritti, letti e comrpesi da persone di qualsiasi estrazione sociale:
(Eugene H. Peterson, Eugene Peterson: The Story Behind The Message, 25 febbraio 2017)
La sua opera fu influenzata da W. H. Auden, Karl Barth, Georges Bernanos, Charles Dickens, Fyodor Dostoevsky, George Eliot, William Faulkner, Giovanni della Croce, Marilynne Robinson e Teresa d'Avila.